# Adalberto Falletta
Adalberto Falletta (Milano, 24 gennaio 1948) è un giornalista italiano.

## Biografia
Figlio del noto cronista giudiziario del Corriere della Sera Alfredo Falletta, terminato il liceo classico si iscrisse alla facoltà di Scienze politiche all'Università di Milano e, contemporaneamente agli studi, nel 1969, iniziò a collaborare con il quotidiano Avvenire, dove fu presto assunto , diventando giornalista professionista nel 1971. La sua carriera di giornalista proseguì con l'assunzione al quotidiano Il Giorno, nel 1974, per poi entrare nel 1979 come caposervizio al Corriere d'Informazione,  edizione pomeridiana del Corriere della Sera . Due anni dopo passa al settimanale di attualità La Domenica del Corriere,  di cui divenne caporedattore sotto la direzione di Antonio Terzi. .Nel 1987 Indro Montanelli lo chiamò a far parte della squadra de Il Giornale. Quest'ultima testata lo vide ricoprire i ruoli di caposervizio,  caporedattore interni, inviato di politica e inchieste culturali. 
Nel 2001 accettò l'incarico di direttore editoriale della casa editrice Editrice Edisport, dove aveva collaborato in gioventù come pilota collaudatore di Motociclismo, la più prestigiosa rivista del settore e fiore all'occhiello del Gruppo milanese di proprietà della famiglia Bacchetti.  Nei primi anni Settanta era infatti diventato ben noto nel mondo delle due ruote sia grazie agli articoli di tecniche e ai reportage sul mondo dei biker (celebre quella realizzata del 72 da Daytona tra le bande dei motociclisti americani ,raccontando un mondo allora conosciuto in Europa quasi esclusivamente attraverso la produzione cinematografica e letteraria), sia come pilota in gare d'endurance, alle quali spesso partecipava in coppia di Nico Cereghini, diventato poi pilota di moto gp e successivamente famoso telecronista sportivo. 
Oltre al ruolo di direttore editoriale nel 2003 assunse in Edisport anche la direzione di Automobilismo, un'altra delle riviste di punta del Gruppo. Grazie anche alla disponibilità di importanti sinergie aziendali, organizzò per anni corsi gratuiti di sicurezza in moto per gli studenti delle scuole superiori milanesi e sessioni di guida avanzata, anche in pista a livello professionale, come quelli realizzati la polizia municipale Milano a beneficio degli agenti impegnati sul fronte del contrasto microcriminalità urbana. 
Nel 2012 lasciò Edisport  , limitando l'attività professionale a qualche consulenza editoriale soprattutto in ambito nautico, dove coltiva da sempre la passione per la navigazione a vela. 

## Opere
- Adalberto Falletta, Marco Riccardi, La motocicletta italiana: un secolo su due ruote tra storia, arte e sport, Mazzotta, Milano, 2005